# Падеш
Па̀деш или понякога Па̀деж е село в Югозападна България. То се намира в община Благоевград, област Благоевград.

## География
Селото е разположено в падина, откъдето идва и името му. То е в планината Влахина, която обгражда селото като венец и допринася за благоприятния климат. Районът е плодороден - добре представени са както овощните култури, така и зеленчуковите насаждения. Край селото тече река Габровщица, десен приток на Струма.
От връх Чуката се открива невероятна гледка към Рила и Благоевград. В подножието на този връх има иглолистна гора, в която са намерили убежище много диви животни.

## История
По силата на Санстефанския мирен договор селото остава в пределите на България. По силата на Берлинския договор селото е върнато на Османската империя. В 1891 година Георги Стрезов пише за селото:
| „ | Падеш, 3 1/2 часа на З от Джумая. Околност стръмна и камениста. 290 къщи. | “ |

В 1898 година е построена църквата „Свети Димитър“, обявена за паметник на културата.
В селото е организиран комитет на ВМОРО, а на 14 февруари 1903 година селото е нападнато от турски аскер и са убити Иван Стоилков, Тиме Кьосевски, Лазар Стаменов, Ангел Стоянов, Велика Зашова, Стоимен Петканов, Димитър Цървенков, а са ранени Якимов и Велико Стоичков, изнасилени са Яна Стоянова (65), Мария Ангелова (58), Мария Петрова, Христина Стоянова, Мария Георгиева, Елена Янчева, Мария А. Чокарска, Магдалена Стоянова, Именка Христова, Велика Георгиева.
При избухването на Балканската война в 1912 година 16 души от Падеш са доброволци в Македоно-одринското опълчение.
| Учители и ученици в прогимназията през учебната 1926-1927 година | Учители и ученици в прогимназията през учебната 1926-1927 година | Учители и ученици в прогимназията през учебната 1926-1927 година | Учители и ученици в прогимназията през учебната 1926-1927 година | Учители и ученици в прогимназията през учебната 1926-1927 година | Учители и ученици в прогимназията през учебната 1926-1927 година | Учители и ученици в прогимназията през учебната 1926-1927 година | Учители и ученици в прогимназията през учебната 1926-1927 година | Учители и ученици в прогимназията през учебната 1926-1927 година | Учители и ученици в прогимназията през учебната 1926-1927 година |
| Класове                                                          | Ученици                                                          | Ученици                                                          | Ученици                                                          | Учители                                                          | Учители                                                          | Учители                                                          | Учителки                                                         | Учителки                                                         | Учителки                                                         |
| Класове                                                          | момчета                                                          | момичета                                                         | общо                                                             | редовни                                                          | волнонаемни                                                      | общо                                                             | редовни                                                          | волнонаемни                                                      | общо                                                             |
| ---------------------------------------------------------------- | ---------------------------------------------------------------- | ---------------------------------------------------------------- | ---------------------------------------------------------------- | ---------------------------------------------------------------- | ---------------------------------------------------------------- | ---------------------------------------------------------------- | ---------------------------------------------------------------- | ---------------------------------------------------------------- | ---------------------------------------------------------------- |
| първи                                                            | 17                                                               | 4                                                                | 21                                                               | 1                                                                | 2                                                                | 3                                                                |                                                                  | 1                                                                | 1                                                                |
| втори                                                            | 6                                                                | 3                                                                | 9                                                                | 1                                                                | 2                                                                | 3                                                                |                                                                  | 1                                                                | 1                                                                |
| трети                                                            | 12                                                               | 0                                                                | 12                                                               | 1                                                                | 2                                                                | 3                                                                |                                                                  | 1                                                                | 1                                                                |

## Население
Към 1900 година според известната статистика на Васил Кънчов („Македония. Етнография и статистика“) населението на селото брои 1250 души, всичките българи-християни.
Численост на населението според преброяванията през годините:
| \| Година на преброяване \| Численост \| \| --------------------- \| --------- \| \| 1934 \| 1455 \| \| 1946 \| 1545 \| \| 1956 \| 1490 \| \| 1965 \| 1222 \| \| 1975 \| 1086 \| \| 1985 \| 972 \| \| 1992 \| 902 \| \| 2001 \| 835 \| \| 2011 \| 683 \| \| 2021 \| 508 \| |           |
| Година на преброяване | Численост |
| 1934 | 1455      |
| 1946 | 1545      |
| 1956 | 1490      |
| 1965 | 1222      |
| 1975 | 1086      |
| 1985 | 972       |
| 1992 | 902       |
| 2001 | 835       |
| 2011 | 683       |
| 2021 | 508       |

### Етнически състав
Преброяване на населението през 2011 г.
Численост и дял на етническите групи според преброяването на населението през 2011 г.:
|                     | Численост | Дял (в %) |
| Общо                | 683       | 100.00    |
| Българи             | 646       | 94.58     |
| Турци               | 0         | 0.00      |
| Цигани              | 9         | 1.31      |
| Други               | 3         | 0.43      |
| Не се самоопределят | 0         | 0.00      |
| Неотговорили        | 25        | 3.66      |

## Личности
Родени в Падеш
- Георги Багажев (1860 – 1940), български революционер и проветен деец
- Георги Стоянов, доброволец в четата на Иван Атанасов – Инджето през Сръбско-българската война в 1885 година[11]
- Георги Янакиев - Пелтека, (1857 – ?) български революционер
- Деспот Ангелов, македоно-одрински опълченец, 20-годишен, земеделец, 1 рота на 11 сярска дружина[12]
- Лазар Иванов (1855 – ?), получава килийно образование, учител в родното си село до 1878 година, след това е свещеник в Падеш и Лешко[13]
- Смилен Димитров Сейменски (1866 – 1901), български революционер
- Стойчо Милушев (1866 – 1923), български комунист
- Цветко, деец на ВМРО[14]